# Clubcrushers
Die Clubcrushers sind ein deutsches Musikproduzenten- und DJ-Team aus Mannheim.

## Geschichte
Die Clubcrushers wurden 2007 von DJ Hard2Def und DJ Rapture als DJ- und Produzententeam gegründet, später kamen noch Valentino Moroder und DJ Maaleek hinzu.
Das Produzententeam arbeitete mit Künstlern wie unter anderem YG, Jonn Hart, Million Stylez, Beenie Man, Eric Bellinger, T.O.K, Leftside, Yeyo, Notch, Bobby Tinsley, D-Flame, Ray Lavender, Konvict Muzik, Fella und Ricky J. zusammen.
Das Trio machte seit 2010 mit Platzierungen in den Deutschen Black Charts auf sich aufmerksam. Als DJs tourten Hard2Def, Rapture und Maaleek national wie international und spielten jeden 3. Donnerstag auf dem hessischen Radiosender Planet Radio im Format planet black beats.
In unregelmäßigen Abständen spielten die Clubcrushers auch Gastauftritte für Radio BigFMs Groovenight Radio Show, für Dasding Black Affairs und DJ Tomekks Radioshow auf Radio Jam FM.

## Diskografie (Auswahl)

### Singles und Alben
- DJ Hard2Def & Leftside – Badd Gyal (Go!Nasty / TTS) VÖ 19. November 2021
- DJ Rapture ft. Donell Lewis, Dims, Hansie –  Move (TTS) VÖ 21. Juni 2019
- DJ Rapture ft. Lil Jon  – Crank It Up (Twerk Freestyle) (TTS) VÖ 21. Juni 2019
- DJ Hard2Def & Bay-C ft. Lisa Merdedez  – Bubble & Wine Remix (TTS / DeeBuzz Sound) VÖ 22. März 2019
- DJ Rapture feat. DoZay  – Jiggle (TTS) VÖ 5. Oktober 2018
- DJ Hard2Def & Bay-C  – Bubble & Wine (TTS / DeeBuzz Sound) VÖ 22. März 2018
- DJ Hard2Def & DeeBuzz & T.O.K  – Back it up (TTS / DeeBuzz Sound) VÖ 10. November 2017 #1 Deutsche Urban Charts(DUC/DBC)
- DJ Hard2Def & Treesha & Bay-C ft. DeeBuzz  – Rude Gyal Swing (TTS / DeeBuzz Sound) VÖ 1. Juli 2016 - #1 Deutsche Urban Charts(DUC/DBC)
- DJ Rapture feat. Najja  – Overboard (TTS) VÖ 2. Juni 2016
- DJ Hard2Def & DeeBuzz & Beenie Man  – Million More (TTS / DeeBuzz Sound) VÖ 1. April 2016 - #1 Deutsche Urban Charts(DUC/DBC)
- DJ Rapture feat. Boobie  – Bend ova (TTS) VÖ 20. August 2015
- DJ Hard2Def & DeeBuzz - Sidechick Riddim (TTS / DeeBuzz Sound) VÖ 17. Juli 2015
- DJ Rapture & Jonn Hart ft. Milla - Hell Yeah (TTS) VÖ 4. September 2014, VÖ Musikvideo 20. April 2015 - #1 Deutsche Black Charts
- DJ Rapture ft. Lil Kee - Shake it right (TTS) VÖ inkl. Musikvideo 12. Dezember 2014 - #4 Deutsche Black Charts
- DJ Hard2Def & DeeBuzz - Coolie Ghee Riddim (TTS / DeeBuzz Sound) VÖ 2. Juli 2014
- DJ Hard2Def ft. DaVilla Thomas - Love mi di same (TTS / DeeBuzz Sound) VÖ 7. Oktober 2013 - #1 Deutsche Black Charts
- DJ Hard2Def & DeeBuzz - Seatbelt Riddim (TTS / DeeBuzz Sound) VÖ 7. Oktober 2013
- Clubcrushers - Twork it (TTS) VÖ 3. Oktober 2013
- DJ Rapture ft. YG, Milla & 2Eleven - Shake dat (TTS) VÖ 19. Juni 2013 - #1 Deutsche Black Charts
- DJ Maaleek ft. L!z - Strip (TTS) VÖ 23. Januar 2013 - #2 Deutsche Black Charts
- DJ Hard2Def ft. Million Stylez - Baddis Ting (TTS / DeeBuzz Sound) VÖ 6. Oktober 2012 - #1 Deutsche Black Charts
- DJ Hard2Def & DeeBuzz - Naughty Wifey Riddim (TTS / DeeBuzz Sound) VÖ 6. Oktober 2012
- DJ Rapture ft. Rikk Reighn & La da Boomman - Ass'n'Titties (TTS) VÖ 16. August 2012 #1 Deutsche Black Charts
- Clubcrushers ft. YG - I'm good (TTS) VÖ 28. Juli 2012 - #4 Deutsche Black Charts
- DJ Rapture ft. La da Boomman & Rikk Reighn - Fuckshit (TTS) VÖ 13. Juni 2012
- DJ Rapture ft. Rikk Reighn - Bam Bam Bigelow (TTS) VÖ 11. Januar 2012
- DJ Rapture ft. LB - Turn up (TTS) VÖ 9. August 2011
- Clubcrushers pres. Bobby Tinsley ft. Malo – I Feel Good (Jean Rah Fya, TTS) VÖ 12. November 2010
- Clubcrushers pres. Bobby Tinsley – End of the World (Jean Rah Fya, TTS) VÖ 26. Januar 2011
- Clubcrushers pres. Ricky J – Whatta Night (Eyez Musiq, TTS, Nutibara Records) VÖ 19. April 2010
- Clubcrushers pres. Yeyo ft. Notch & Itagui – Please DJ (Art of Sound Group / Nutibara Records) VÖ 4. April 2010